# كأس إيطاليا 1959–60
كأس إيطاليا 1959–60 (بالإيطالية: Coppa Italia 1959-1960)‏ هو الموسم 13 من كأس إيطاليا. أقيم خلال الفترة 6 سبتمبر 1959 وحتى 18 سبتمبر 1960، وأشرف على تنظيمه Lega Nazionale Professionisti ‏، وكان عدد الأندية المشاركة فيه 38، وفاز فيه يوفنتوس.